# جیسون بنتون
جیسون بنتون (انگلیسی: Jason Banton؛ زادهٔ ۱۵ دسامبر ۱۹۹۲) بازیکن فوتبال اهل بریتانیا است.
از باشگاه‌هایی که در آن بازی کرده‌است می‌توان به باشگاه فوتبال آرسنال، باشگاه فوتبال بلکبرن روورز، باشگاه فوتبال لستر سیتی، باشگاه فوتبال کریستال پالاس، باشگاه فوتبال تاتنهام هاتسپر، باشگاه فوتبال لیورپول، باشگاه فوتبال بارتون آلبیون، باشگاه فوتبال پلیموث آرگیل، باشگاه فوتبال میلتون کینز دونز، باشگاه فوتبال پلیموث آرگیل، باشگاه فوتبال وایکام واندررز، باشگاه فوتبال هارتل پول یونایتد، باشگاه فوتبال نوتس کانتی اشاره کرد.
وی همچنین در تیم ملی فوتبال زیر ۱۷ سال انگلیس بازی کرده‌است.